# دانيال بوب كوك
دانيال بوب كوك هو صحفي وقاضي ومحامي وسياسي أمريكي، ولد في 1794 في مقاطعة سكوت في الولايات المتحدة، وتوفي بنفس المكان في 16 أكتوبر 1827. نشط حزبياً في الحزب الجمهوري الديمقراطي. وقد انتخب عضو مجلس النواب الأمريكي ‏.